# Ameerega
Ameerega is een geslacht van kikkers uit de familie pijlgifkikkers (Dendrobatidae). De groep werd voor het eerst wetenschappelijk beschreven door Lucas Bauer in 1986.
Er zijn 33 soorten, inclusief de pas in 2017 voor het eerst wetenschappelijk beschreven soort Ameerega shihuemoy. Alle soorten komen voor in delen van Zuid-Amerika en leven in de landen Bolivia, Brazilië, Colombia, Panama, Suriname en Venezuela.

## Taxonomie
Geslacht Ameerega
- Soort Ameerega altamazonica
- Soort Ameerega andina
- Soort Ameerega bassleri
- Soort Ameerega berohoka
- Soort Ameerega bilinguis
- Soort Ameerega boehmei
- Soort Ameerega boliviana
- Soort Ameerega braccata
- Soort Ameerega cainarachi
- Soort Ameerega erythromos
- Soort Ameerega flavopicta
- Soort Ameerega hahneli
- Soort Ameerega ignipedis
- Soort Ameerega ingeri
- Soort Ameerega labialis
- Soort Ameerega macero
- Soort Ameerega maculata
- Soort Ameerega parvula
- Soort Ameerega pepperi
- Soort Ameerega peruviridis
- Soort Ameerega petersi
- Soort Ameerega picta
- Soort Ameerega planipaleae
- Soort Ameerega pongoensis
- Soort Ameerega pulchripecta
- Soort Ameerega rubriventris
- Soort Ameerega shihuemoy
- Soort Ameerega silverstonei
- Soort Ameerega simulans
- Soort Ameerega smaragdina
- Soort Ameerega trivittata
- Soort Ameerega yoshina
- Soort Ameerega yungicola

Ameerega · 
Colostethus · 
Epipedobates · 
Leucostethus · 
Silverstoneia